# Wabash (Indiana)
Wabash – miasto w Stanach Zjednoczonych, w stanie Indiana, siedziba administracyjna hrabstwa Wabash.